# Jessica Ashwood

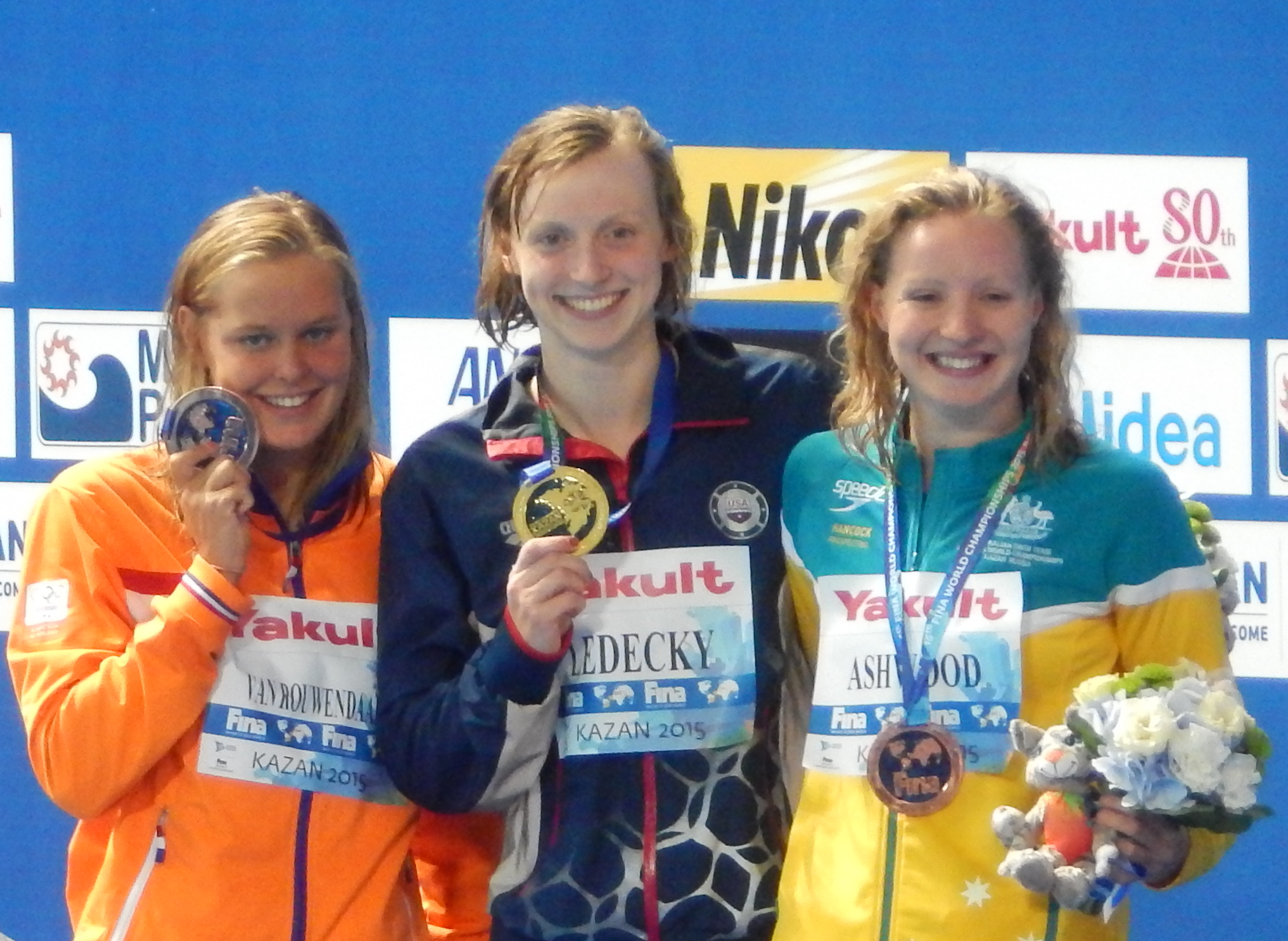
Siegerehrung über 400 Meter Freistil bei den Weltmeisterschaften 2015: Sharon van Rouwendaal (links), Katie Ledecky und Jessica Ashwood (rechts)

Jessica „Jess“ Ashwood (* 28. April 1993 in Darlinghurst, Sydney) ist eine australische Schwimmerin. Sie erhielt eine Silbermedaille bei Olympischen Spielen, eine Bronzemedaille bei Weltmeisterschaften und eine Silbermedaille bei Commonwealth Games.

## Sportliche Karriere
Jessica Ashwood schwamm 2011 bei den Weltmeisterschaften in Shanghai im Vorlauf über 1500 Meter Freistil die 15. Zeit. Im Jahr darauf trat sie bei den Olympischen Spielen in London über 800 Meter Freistil an. Mit der 20. Vorlaufzeit lag sie rund zehn Sekunden über der Zeit, die für eine Finalteilnahme erforderlich gewesen wäre. Ein Jahr später wurde sie über 800 Meter Freistil Zehnte bei den Weltmeisterschaften 2013 in Barcelona.
2014 siegte Ashwood bei den australischen Landesmeisterschaften über 800 Meter Freistil. Bei den Commonwealth Games in Glasgow belegte sie den sechsten Platz über 800 Meter Freistil. 2015 bei den Weltmeisterschaften in Kasan siegte Katie Ledecky aus den Vereinigten Staaten über 400 Meter Freistil mit fast vier Sekunden Vorsprung vor der Niederländerin Sharon van Rouwendaal, 0,32 Sekunden dahinter schlug Ashwood als Dritte an. Zwei Tage später wurde Ashwood Fünfte über 1500 Meter Freistil. Weitere zwei Tage später erreichte die australische 4-mal-200-Meter-Freistilstaffel mit Bronte Barratt, Jessica Ashwood, Leah Neale und Emma McKeon den sechsten Platz. Schließlich wurde Ashwood Vierte über 800 Meter Freistil, wobei sie 0,26 Sekunden Rückstand auf die drittplatzierte Britin Jazmin Carlin aufwies.
Bei den Olympischen Spielen 2016 in Rio de Janeiro fand zunächst der Wettbewerb über 400 Meter Freistil statt. Ashwood schwamm die sechstschnellste Vorlaufzeit. Im Finale wurde sie Siebte und lag damit einen Platz hinter ihrer Landsfrau Tamsin Cook. Die 4-mal-200-Meter-Freistilstaffel erreichte mit Leah Neale, Bronte Barratt, Tamsin Cook und Jessica Ashwood die zweitschnellste Vorlaufzeit hinter dem Quartett aus den Vereinigten Staaten. Im Finale waren Leah Neale, Emma McKeon, Bronte Barratt und Tamsin Cook vier Sekunden schneller als die Vorlaufstaffel und schlugen als Zweite hinter Team USA an. Alle fünf beteiligten Australierinnen erhielten eine Silbermedaille. Jessica Ashwood startete auch über 800 Meter Freistil. Sie wurde Fünfte mit vier Sekunden Rückstand auf die Bronzemedaille.
2018 bei den Commonwealth Games in Gold Coast gab es über 800 Meter Freistil einen Dreifachsieg für die Australierinnen. Ariarne Titmus hatte im Ziel siebeneinhalb Sekunden Vorsprung vor Jessica Ashwood, eine Sekunde dahinter wurde Kiah Melverton Dritte. Auch über 400 Meter Freistil gewann Titmus, Ashwood belegte als zweitbeste Australierin den fünften Platz mit drei Sekunden Rückstand auf die Bronzemedaille.